# Christiaan Cornelissen

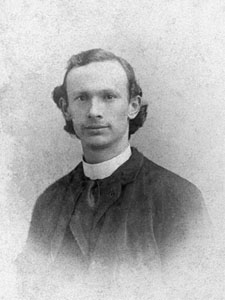
Christiaan Cornelissen

Christiaan Gerardus Cornelissen (Den Bosch, 30 augustus 1864 – Domme, Frankrijk, 21 januari 1942) was een Nederlands activist, schrijver, libertair syndicalist, marxist en anarchist.

## Biografie

### Vroege levensjaren
Cornelissen was de tweede van vijf kinderen van timmerman Johannes Cornelissen en zijn vrouw Mechelina. Hij doorliep de kweekschool in zijn geboorteplaats Den Bosch en werd vervolgens onderwijzer in Geertruidenberg en Middelburg. Als autodidact leerde hij zichzelf Engels en Latijn. Hij keerde zich af van zijn katholieke opvoeding.

### Activisme
Cornelissen was lid van de Propagandaclub voor algemeen kiesrecht en redigeerde voor deze groep het tijdschrift De Volksstem, later hernoemd tot Licht en Waarheid. In deze periode leerde hij het werk van Karl Marx over de economie van het socialisme kennen. In Heerenveen sprak hij in 1890 over Marx’ economische stellingen tijdens een congres van de Sociaal-demokratischen-Bond. In 1891 schreef hij het in radicale kringen spraakmakende artikel Kritiek van een radicaal op Karl Marx en vertaalde hij Marx’ Manifest van de Communistische Partij in het Nederlands.
In 1892 werd Cornelissen redactielid van van het tijdschrift Recht voor Allen, samen met Ferdinand Domela Nieuwenhuis. Beide konden het uitstekend met elkaar vinden, maar waar Nieuwenhuis meer individualistisch-anarchistische opvattingen ontwikkelde, koos Cornelissen nadrukkelijk voor het libertair syndicalisme, met een duidelijk marxistische tintje. In zijn boek Op Weg naar de nieuwe Maatschappij (1902) werkt hij zijn stellingen nader uit.

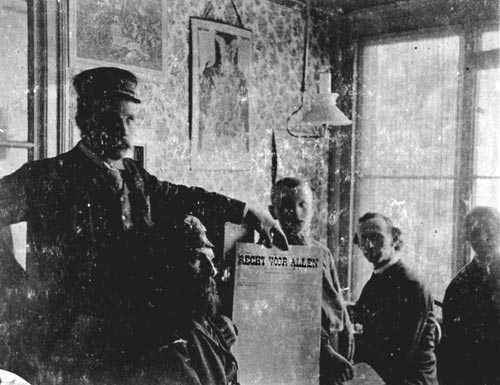
Redactie van Recht voor Allen, Cornelissen 2e v.r.

Cornelissen was rond de eeuwwisseling uitermate actief in de strijd om parlementaire actie. Van 1905 tot 1907 schreef hij voor de tijdschriften De vrije Kommunist, Grond en Vrijheid en Het Volksblad. Verder bezocht hij diverse internationale congressen: Brussel (1891), Zürich (1893) en Londen (1896). In 1907 nam hij in een prominente rol deel aan het Internationaal Anarchistisch Congres te Amsterdam, samen met onder andere Errico Malatesta en Emma Goldman. Na het congres schreef hij zijn Bulletin International du Mouvement Syndicaliste.

### Frankrijk
In mei 1898 verhuisde Cornelissen naar Frankrijk, omdat hij meende daar een betere voedingsbodem te kunnen vinden voor zijn syndicalistische ideeën. Hij ging wetenschappelijke economie studeren te Parijs, werd in 1907 journalistiek medewerker van het syndicalistische tijdschrift Voix de Peuple en in 1911 van La Bataille Syndicaliste.
Op latere leeftijd schreef Cornelissen meerdere boeken over wetenschappelijke economie, onder andere het vijfdelige Traite generale de science économique, waaraan hij tot het einde van zijn leven werkte.
Cornelissen was van 1899 - 1922 getrouwd met Elisabeth Katharina Frederike Rubertus. Ze kregen één zoon, Fred, geboren in 1903.

## Werk
- Kritiek van een Radicaal op Karl Marx. La Haye, Liebers, 1891.
- Les diverses tendances du parti ouvrier international. À propos de l’ordre du jour du Congrès international ouvrier socialiste de Zürich (1893). Bruxelles, éd. de la Société nouvelle, 1893.
- Le communisme révolutionnaire. Projet pour une entente et pour l’action commune des socialistes révolutionnaires et des communistes anarchistes. Bruxelles, éd. de la Société nouvelle, 1896.
- En marche vers la société nouvelle. Principes, tendances, tactique de la lutte de classes. Paris, Stock, 1900, coll. Bibliothèque sociologique n° 29 ”.
- Op Weg naar de nieuwe Maatschappij, 1902.
- Theorie der waarde. Kritiek op de theorieën van Rodbertus, Karl Marx, Stanley Jevons en Von Böhm-Bawerk. Amsterdam, H.J.W. Becht, 1903.
- Directe actie-zelf doen. Amsterdam, Wink, 1904.
- Bulletin International du Mouvement Syndicaliste, 1907.
- Über die Evolution des Anarchismus. Tubingen, Moww, 1908.
- Les dessous économiques de la guerre. Les appétits allemands et les devoirs de l’Europe occidentale. Vorwort von Charles Andler, Paris-Nancy, Berger-Levrault, 1915.
- Les conséquences économiques d’une paix allemande. Paris, Berger-Levrault, 1918.
- Über die theoretischen und wirtschaftlichen Grundlagen des Syndikalismus. Leipzig, Verlag von C. L. Hirschfeld, 1926, In: Forschungen zur Völkerpsychologie und Soziologie, Band II: Partei und Klasse im Lebensprozeß der Gesellschaft, 1926.
- Les générations nouvelles. Essai d’une éthique moderne. Paris, Mercure de France, 1935.
- Théorie du salaire et du travail salarié. Paris, Giard et Brière, 1908.
- Théorie de la valeur. Avec une réfutation des théories de Rodbertus, Karl Marx, Stanley Jevons et Boehm-Bawerk. Paris, Giard et Brière, 1913.
- Traité général de science économique. Paris, Marcel Giard, 1926.
- Les générations nouvelles. Essai d’éthique moderne. Paris, Mercure de France, 1935.